# Ривертон (тауншип, Миннесота)
Ривертон (англ. Riverton) — тауншип в округе Клей, Миннесота, США. На 2000 год его население составило 462 человека.

## География
По данным Бюро переписи населения США площадь тауншипа составляет 92,7 км², из которых 92,6 км² занимает суша, а 0,1 км² — вода (0,08 %).

## Демография
По данным переписи населения 2000 года здесь находились 462 человека, 159 домохозяйств и 124 семьи.  Плотность населения —  5,0 чел./км².  На территории тауншипа расположено 166 построек со средней плотностью 1,8 построек на один квадратный километр. Расовый состав населения: 98,48 % белых, 0,22 % афроамериканцев, 0,43 % коренных американцев и 0,87 % приходится на две или более других рас. Испанцы или латиноамериканцы любой расы составляли 0,65 % от популяции тауншипа.
Из 159 домохозяйств в 39,6 % воспитывались дети до 18 лет, в 70,4 % проживали супружеские пары, в 3,1 % проживали незамужние женщины и в 22,0 % домохозяйств проживали несемейные люди. 16,4 % домохозяйств состояли из одного человека, при том 5,7 % из — одиноких пожилых людей старше 65 лет. Средний размер домохозяйства — 2,91, а семьи — 3,24 человека.
30,3 % населения — младше 18 лет, 6,1 % — в возрасте от 18 до 24 лет, 32,9 % — от 25 до 44, 23,6 % — от 45 до 64, и 7,1 % — старше 65 лет. Средний возраст — 37 лет. На каждые 100 женщин приходилось 104,4 мужчин.  На каждые 100 женщин старше 18 приходилось 107,7 мужчин.
Средний годовой доход домохозяйства составлял 51 042 доллара, а средний годовой доход семьи —  56 538 долларов. Средний доход мужчин —  34 107  долларов, в то время как у женщин — 21 875. Доход на душу населения составил 17 670 долларов. За чертой бедности находились 5,5 % семей и 8,5 % всего населения тауншипа, из которых 13,1 % младше 18 и 11,8 % старше 65 лет.